# Giardinello
Giardinello (sicilià Jardineddu) és un municipi italià, dins de la ciutat metropolitana de Palerm. L'any 2007 tenia 1.891 habitants. Limita amb els municipis de Borgetto, Carini, Monreale, Montelepre i Partinico.

## Administració
| Període | Identitat         | Partit        |
| ------- | ----------------- | ------------- |
| 2007-   | Salvatore Polizzi | Llista cívica |